# Джхал-Магси (округ)
Джхал-Магси (урду ضلع جھل مگسی‎, англ. Jhal Magsi District) — один из 30 округов пакистанской провинции Белуджистан. Административный центр — город Джхал-Магси.

## География
Площадь округа — 3 078 км². На севере граничит с округом Болан, на западе — с округом Хуздар, на востоке — с округами Насирабад и Джафарабад, на юге — с провинцией Синд.

## Административно-территориальное деление
Округ делится на два техсила: Джхал-Магси и Гандава .

## Население
По данным переписи 1998 года, население округа составляло 109 941 человека, из которых мужчины составляли 53,54 %, женщины — соответственно 46,46 %. Уровень грамотности населения (от 10 лет и старше) составлял 23 %. Средняя плотность населения — 35,7 чел./км².